# Beno Gutenberg
Beno Gutenberg, nemški fizik in seizmolog, * 4. junij 1889, Darmstadt, Nemško cesarstvo, † 25. januar 1960, Pasadena, ZDA.
Gutenbergovo raziskovalno delo je bistveno prispevalo razvoju seizmologije in poznavanju notranje strukture Zemlje.

## Življenje
Rodil se je leta 1889 v Darmstadtu. Študiral je v Gottingenu kjer je leta 1911 doktoriral pod mentorstvom pionirja seizmologije Emila Wiecherta. 
Na podlagi Weichertovih seizmoloških podatkov je leta 1912 s točnostjo ocenil globino zemeljskega jedra (2900 km).
Od leta 1913 je deloval na univerzi v Strasbourgu, ki je bil takrat sedež mednarodne zveze seizmologov. Med 1. svetovno vojno je služil v meteorološki službi nemškega letalstva. Po vojni je Nemčija izgubila Strasbourg in Gutenberg je dobil skromno plačano mesto na univerzi v Frankfurtu na Majni. Zaradi judovskih korenin mu je bilo v Nemčiji vedno težje nadaljevati sicer uspešno raziskovalno delo, tako da se je leta 1930 preselil v ZDA, kjer je dobil mesto kot profesor geofizike na Tehnološkem inštitutu Kalifornije (Caltech) v Pasadeni.
V ZDA je sodeloval z ameriškim seizmologom Richterjem in dosegel ključne rezultate v poznavanju potresov in notranje strukture Zemlje. Posebne važnosti je Gutenberg-Richterjev zakon ki podaja pogostost potresov v odvisnosti od magnitude.
Objavil je številne knjige osnovne važnosti za razvoj geofizikalnih ved in več kot 300 znanstvenih člankov.